# 山口市
山口市（やまぐちし）は、山口県の中部に位置する市。山口県の県庁所在地で、中枢中核都市に指定されている。

## 概要

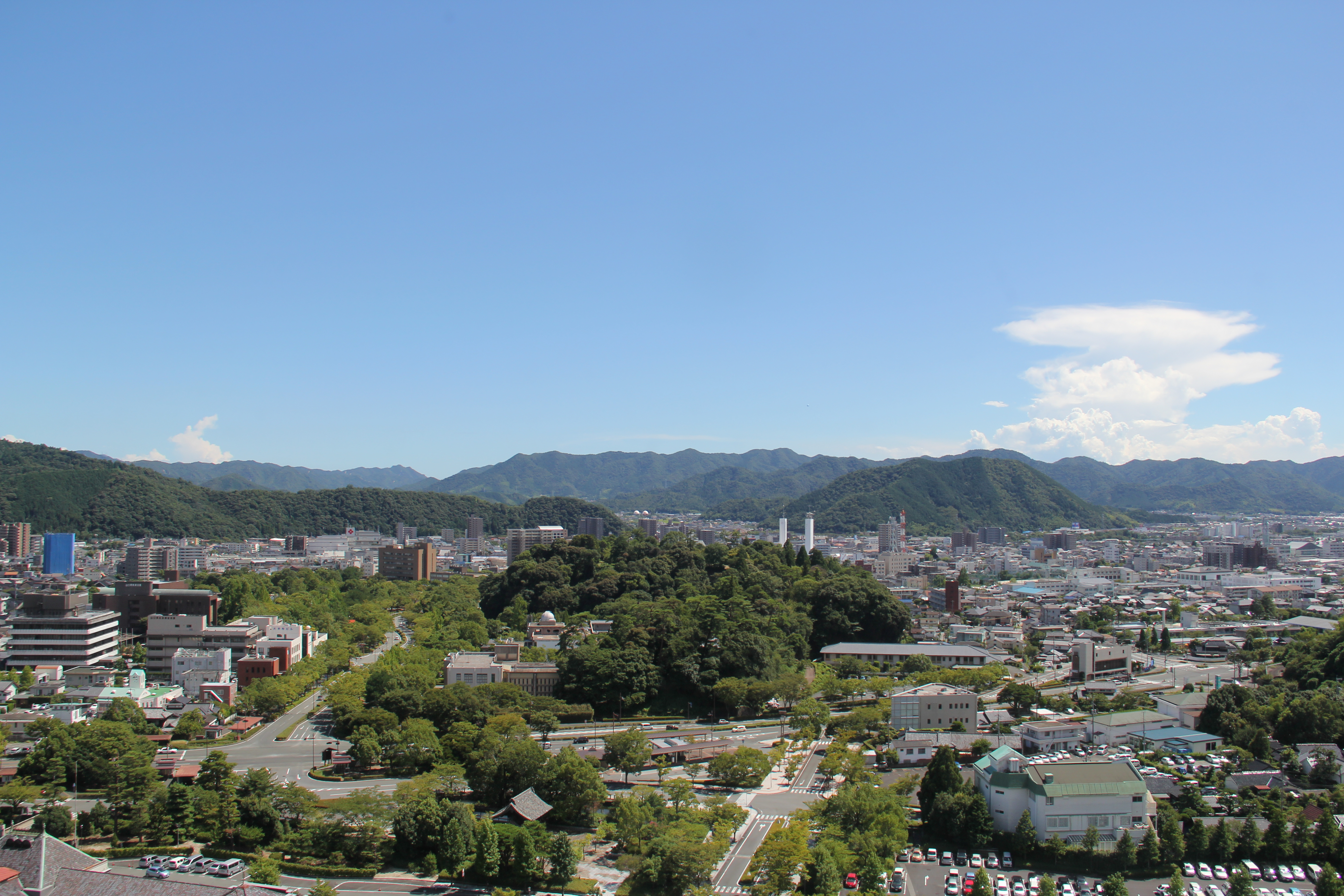
山口県庁舎から望む山口市街地

山口県の県庁所在地であるが、人口規模は関門都市圏を構成する下関市に次ぐ第二都市であり、市内総生産（総額ベース）では製造業の拠点を多く有する周南市・下関市に次ぐ県内3番目 である。民間調査会社・ブランド総合研究所が2018年に調査した主要都市の「認知度」では、山口市は下関市や萩市を下回り、47都道府県の県庁所在地の中で最下位であった。また、全国の県庁所在地の中では徳島市と津市とともに、政令市・中核市・施行時特例市のいずれにも指定されていない（下関市は中核市に指定されている）。
現在の山口市は3代目に当たり、平成の大合併で旧・山口市と吉敷郡3町（小郡町・阿知須町・秋穂町）及び佐波郡徳地町が合併して発足した。合併直前まで人口が約14万人に過ぎず、都道府県庁所在地最小（後述）にして、下関市、宇部市、周南市に次ぐ県内第4の都市であった。合併後、市域面積は県内最大となったがそれでも人口規模は20万人に到達せず、人口密度は県内19市町中12位の184.7人/km2であり 下関市や宇部市、周南市などよりも低い。なお旧・山口市と旧・小郡町、旧・阿知須町は戦時中に一度合併したのちに再び分離している（後述）。
隣接する防府市と共に都市雇用圏である山口都市圏を構成するが、特に徳地地区（旧・徳地町）は佐波川沿いにあり町村制時代に同じ佐波郡を構成していた防府市との交流が多く、また阿知須地区（旧・阿知須町）は隣接する宇部市との交流がある（宇部市西岐波・東岐波は町村制の時代には吉敷郡に属していた）。
湯田温泉周辺や山口県庁などが所在する地域を含む旧来からの山口市街地は、東西の主要幹線のひとつである山陽本線ではなく、支線である山口線の沿線にある（#鉄道も参照）。
市民歌は2006年の新設合併を記念して当年に制定された「ふるさとの風 〜山口市民の歌〜」で、2010年の阿東町編入に伴い歌詞が増補・改訂された。

## 地理・人口

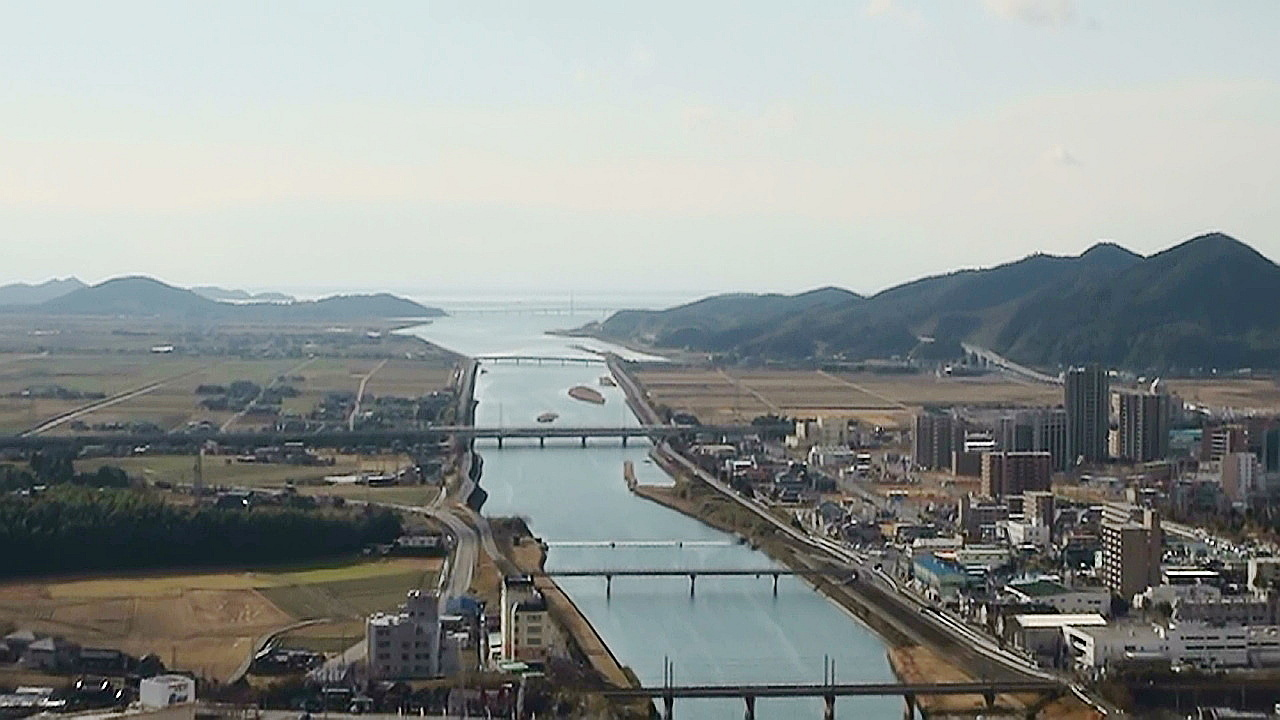
山口湾に注ぐ椹野川

山口県のほぼ中央に位置しており、市域は南北に長く南端は瀬戸内海（山口湾）に面し、北端は島根県と接する。道路網が整備されており、県内のほぼ全域から1時間30分以内で到達することが出来る。山口盆地の中央を南北に椹野川が貫き、その両岸に市街地が形成されている。
森林セラピー基地認定地域。

### 気候
山口市の中・南部域は瀬戸内海式気候のため比較的温暖・少雨であるものの、北部域は中国山地の南西端となっており寒暖の差が激しい。冬季は比較的雪が降りやすく、関東以西太平洋側の県庁所在地としては岐阜市に次いで降雪量が多い。また市内に地方気象台は存在せず、下関市にある下関地方気象台が県内全域の気象観測を担っている。
| 山口市の気候                                                 | 山口市の気候 | 山口市の気候 | 山口市の気候  | 山口市の気候  | 山口市の気候  | 山口市の気候   | 山口市の気候   | 山口市の気候  | 山口市の気候  | 山口市の気候 | 山口市の気候 | 山口市の気候 | 山口市の気候     |
| 月                                                           | 1月          | 2月          | 3月           | 4月           | 5月           | 6月            | 7月            | 8月           | 9月           | 10月         | 11月         | 12月         | 年               |
| ------------------------------------------------------------ | ------------ | ------------ | ------------- | ------------- | ------------- | -------------- | -------------- | ------------- | ------------- | ------------ | ------------ | ------------ | ---------------- |
| 最高気温記録 °C （°F）                                       | 19.5 (67.1)  | 22.5 (72.5)  | 25.9 (78.6)   | 30.1 (86.2)   | 33.8 (92.8)   | 35.3 (95.5)    | 38.8 (101.8)   | 38.8 (101.8)  | 36.4 (97.5)   | 31.7 (89.1)  | 28.1 (82.6)  | 23.3 (73.9)  | 38.8 (101.8)     |
| 平均最高気温 °C （°F）                                       | 9.4 (48.9)   | 11.1 (52)    | 15.0 (59)     | 20.1 (68.2)   | 24.9 (76.8)   | 27.8 (82)      | 31.3 (88.3)    | 32.7 (90.9)   | 28.9 (84)     | 23.7 (74.7)  | 17.6 (63.7)  | 11.6 (52.9)  | 21.2 (70.2)      |
| 日平均気温 °C （°F）                                         | 4.4 (39.9)   | 5.5 (41.9)   | 9.0 (48.2)    | 13.9 (57)     | 19.0 (66.2)   | 22.6 (72.7)    | 26.4 (79.5)    | 27.4 (81.3)   | 23.5 (74.3)   | 17.7 (63.9)  | 11.9 (53.4)  | 6.4 (43.5)   | 15.6 (60.1)      |
| 平均最低気温 °C （°F）                                       | 0.4 (32.7)   | 0.8 (33.4)   | 3.6 (38.5)    | 8.1 (46.6)    | 13.3 (55.9)   | 18.4 (65.1)    | 22.7 (72.9)    | 23.4 (74.1)   | 19.4 (66.9)   | 12.9 (55.2)  | 7.0 (44.6)   | 2.0 (35.6)   | 11.0 (51.8)      |
| 最低気温記録 °C （°F）                                       | −7.6 (18.3)  | −8.9 (16)    | −7.6 (18.3)   | −1.2 (29.8)   | 3.2 (37.8)    | 8.0 (46.4)     | 13.1 (55.6)    | 14.9 (58.8)   | 7.4 (45.3)    | 1.3 (34.3)   | −2.5 (27.5)  | −5.5 (22.1)  | −8.9 (16)        |
| 降水量 mm （inch）                                           | 76.3 (3.004) | 85.0 (3.346) | 145.6 (5.732) | 168.1 (6.618) | 197.2 (7.764) | 282.9 (11.138) | 342.6 (13.488) | 205.8 (8.102) | 179.1 (7.051) | 91.3 (3.594) | 83.5 (3.287) | 70.5 (2.776) | 1,927.7 (75.894) |
| 降雪量 cm （inch）                                           | 11 (4.3)     | 9 (3.5)      | 2 (0.8)       | 0 (0)         | 0 (0)         | 0 (0)          | 0 (0)          | 0 (0)         | 0 (0)         | 0 (0)        | 0 (0)        | 3 (1.2)      | 26 (10.2)        |
| 平均降水日数 （≥0.5 mm）                                     | 12.2         | 11.5         | 12.4          | 10.6          | 10.1          | 12.8           | 12.3           | 10.7          | 10.2          | 7.5          | 8.9          | 11.4         | 130.7            |
| % 湿度                                                       | 76           | 71           | 70            | 69            | 67            | 75             | 78             | 75            | 74            | 73           | 76           | 78           | 74               |
| 平均月間日照時間                                             | 117.9        | 121.3        | 157.4         | 183.9         | 204.3         | 142.3          | 156.2          | 196.2         | 151.7         | 169.4        | 144.0        | 117.6        | 1,862            |
| 出典：気象庁（平均値：1991年 - 2020年、極値：1966年 - 現在） |              |              |               |               |               |                |                |               |               |              |              |              |                  |

| 徳佐（旧阿東町）（1991年 - 2020年）の気候 | 徳佐（旧阿東町）（1991年 - 2020年）の気候 | 徳佐（旧阿東町）（1991年 - 2020年）の気候 | 徳佐（旧阿東町）（1991年 - 2020年）の気候 | 徳佐（旧阿東町）（1991年 - 2020年）の気候 | 徳佐（旧阿東町）（1991年 - 2020年）の気候 | 徳佐（旧阿東町）（1991年 - 2020年）の気候 | 徳佐（旧阿東町）（1991年 - 2020年）の気候 | 徳佐（旧阿東町）（1991年 - 2020年）の気候 | 徳佐（旧阿東町）（1991年 - 2020年）の気候 | 徳佐（旧阿東町）（1991年 - 2020年）の気候 | 徳佐（旧阿東町）（1991年 - 2020年）の気候 | 徳佐（旧阿東町）（1991年 - 2020年）の気候 | 徳佐（旧阿東町）（1991年 - 2020年）の気候 |
| 月                                        | 1月                                       | 2月                                       | 3月                                       | 4月                                       | 5月                                       | 6月                                       | 7月                                       | 8月                                       | 9月                                       | 10月                                      | 11月                                      | 12月                                      | 年                                        |
| ----------------------------------------- | ----------------------------------------- | ----------------------------------------- | ----------------------------------------- | ----------------------------------------- | ----------------------------------------- | ----------------------------------------- | ----------------------------------------- | ----------------------------------------- | ----------------------------------------- | ----------------------------------------- | ----------------------------------------- | ----------------------------------------- | ----------------------------------------- |
| 最高気温記録 °C （°F）                    | 16.8 (62.2)                               | 20.1 (68.2)                               | 23.8 (74.8)                               | 28.9 (84)                                 | 32.2 (90)                                 | 33.7 (92.7)                               | 36.1 (97)                                 | 36.4 (97.5)                               | 35.1 (95.2)                               | 30.7 (87.3)                               | 25.5 (77.9)                               | 21.8 (71.2)                               | 36.4 (97.5)                               |
| 平均最高気温 °C （°F）                    | 6.4 (43.5)                                | 7.9 (46.2)                                | 12.2 (54)                                 | 18.1 (64.6)                               | 23.0 (73.4)                               | 25.7 (78.3)                               | 29.1 (84.4)                               | 30.4 (86.7)                               | 26.3 (79.3)                               | 21.0 (69.8)                               | 15.2 (59.4)                               | 9.0 (48.2)                                | 18.7 (65.7)                               |
| 日平均気温 °C （°F）                      | 1.8 (35.2)                                | 2.8 (37)                                  | 6.3 (43.3)                                | 11.7 (53.1)                               | 16.8 (62.2)                               | 20.5 (68.9)                               | 24.4 (75.9)                               | 25.1 (77.2)                               | 20.9 (69.6)                               | 14.8 (58.6)                               | 9.2 (48.6)                                | 3.9 (39)                                  | 13.2 (55.8)                               |
| 平均最低気温 °C （°F）                    | −2.1 (28.2)                               | −1.9 (28.6)                               | 0.8 (33.4)                                | 5.6 (42.1)                                | 11.0 (51.8)                               | 16.3 (61.3)                               | 20.8 (69.4)                               | 21.2 (70.2)                               | 16.7 (62.1)                               | 9.6 (49.3)                                | 3.9 (39)                                  | −0.4 (31.3)                               | 8.5 (47.3)                                |
| 最低気温記録 °C （°F）                    | −12.9 (8.8)                               | −16.0 (3.2)                               | −9.5 (14.9)                               | −4.1 (24.6)                               | 0.7 (33.3)                                | 4.6 (40.3)                                | 12.2 (54)                                 | 13.1 (55.6)                               | 3.9 (39)                                  | −1.5 (29.3)                               | −4.4 (24.1)                               | −10.4 (13.3)                              | −16.0 (3.2)                               |
| 降水量 mm （inch）                        | 121.9 (4.799)                             | 106.3 (4.185)                             | 146.7 (5.776)                             | 136.6 (5.378)                             | 153.7 (6.051)                             | 229.5 (9.035)                             | 337.8 (13.299)                            | 201.5 (7.933)                             | 208.6 (8.213)                             | 116.7 (4.594)                             | 97.4 (3.835)                              | 116.3 (4.579)                             | 1,973 (77.677)                            |
| 平均降水日数 （≥1.0 mm）                  | 15.8                                      | 13.5                                      | 13.7                                      | 11.0                                      | 10.0                                      | 12.6                                      | 13.1                                      | 10.9                                      | 11.6                                      | 9.2                                       | 10.7                                      | 14.1                                      | 146.2                                     |
| 平均月間日照時間                          | 66.5                                      | 86.6                                      | 133.7                                     | 172.5                                     | 193.0                                     | 127.0                                     | 136.0                                     | 171.3                                     | 129.6                                     | 150.5                                     | 112.3                                     | 74.8                                      | 1,553.5                                   |
| 出典1：Japan Meteorological Agency        |                                           |                                           |                                           |                                           |                                           |                                           |                                           |                                           |                                           |                                           |                                           |                                           |                                           |
| 出典2：気象庁                             |                                           |                                           |                                           |                                           |                                           |                                           |                                           |                                           |                                           |                                           |                                           |                                           |                                           |

### 人口
山口市の人口は、1955年の国勢調査以降、全国の県庁所在地の中で長らく最下位であった。平成の大合併の動きの中、2005年10月に秋穂町・阿知須町・小郡町・徳地町・山口市が合併し3代目の山口市が誕生したことで人口が約5万人増加し、2005年の国勢調査では三重県津市を抜いて一時的に最下位ではなくなった。しかし2006年1月1日に津市が周辺9市町村と合併すると再び山口市が最下位となった。その後、2010年1月16日の阿東町との合併もあり2010年の国勢調査では島根県松江市を上回る46位。2020年の国勢調査では、鳥取県鳥取市、山梨県甲府市を上回る45位（全国の都市では119位）となっている（山口県内の最多は下関市の92位）。
都道府県庁所在地としては静岡市、富山市、札幌市に次いで4番目に面積が広く、人口密度は最も低い。また、全国の都道府県庁所在地47市区のうち、人口密度が都道府県全体のそれよりも低いのは山口市のみである。
| |                                        |  |
| 山口市と全国の年齢別人口分布（2005年） | 山口市の年齢・男女別人口分布（2005年） |  |
| ■紫色 ― 山口市 ■緑色 ― 日本全国 | ■青色 ― 男性 ■赤色 ― 女性              |  |
| 山口市（に相当する地域）の人口の推移 \| 1970年（昭和45年） \| 160,347人 \| \| \| 1975年（昭和50年） \| 164,470人 \| \| \| 1980年（昭和55年） \| 173,590人 \| \| \| 1985年（昭和60年） \| 183,149人 \| \| \| 1990年（平成2年） \| 187,793人 \| \| \| 1995年（平成7年） \| 193,172人 \| \| \| 2000年（平成12年） \| 197,115人 \| \| \| 2005年（平成17年） \| 199,297人 \| \| \| 2010年（平成22年） \| 196,628人 \| \| \| 2015年（平成27年） \| 197,422人 \| \| \| 2020年（令和2年） \| 193,966人 \| \| |                                        |  |
| 総務省統計局 国勢調査より |                                        |  |
| 1970年（昭和45年） | 160,347人                              |  |
| 1975年（昭和50年） | 164,470人                              |  |
| 1980年（昭和55年） | 173,590人                              |  |
| 1985年（昭和60年） | 183,149人                              |  |
| 1990年（平成2年） | 187,793人                              |  |
| 1995年（平成7年） | 193,172人                              |  |
| 2000年（平成12年） | 197,115人                              |  |
| 2005年（平成17年） | 199,297人                              |  |
| 2010年（平成22年） | 196,628人                              |  |
| 2015年（平成27年） | 197,422人                              |  |
| 2020年（令和2年） | 193,966人                              |  |

### 地名
山口市の地名を参照。

## 歴史

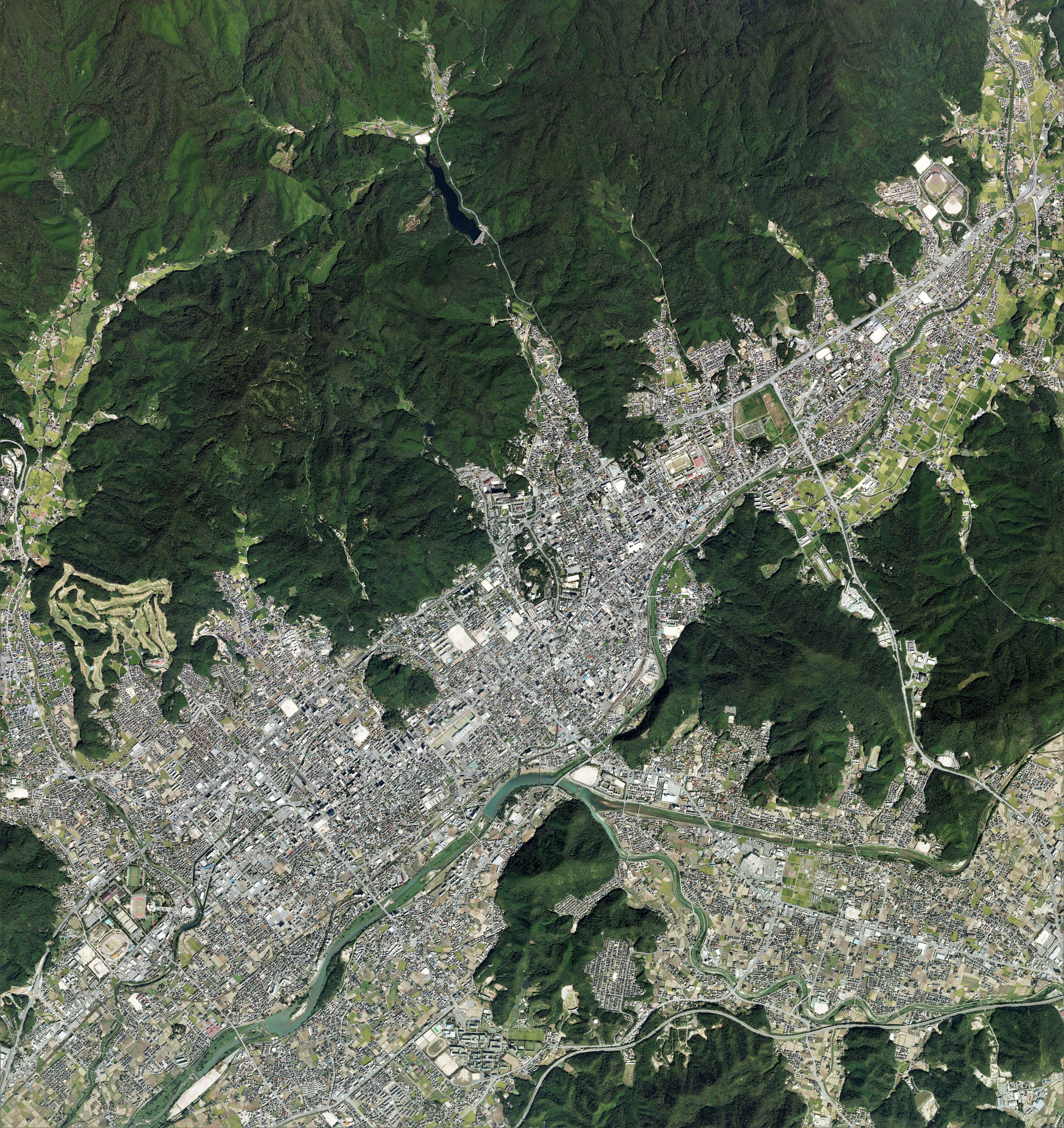
山口市中心部周辺の空中写真。
2009年9月7日撮影の12枚を合成作成。。

南北朝時代の延文5年/正平15年（1360年）に周防国を平定した大内弘世が大内氏の本拠地を吉敷郡御堀氷上（現在の山口市大内御堀）から現在の山口市中心部に移したのがルーツとされている。室町時代には大内館が築かれ、日明貿易が行われる。応仁の乱以後には京から乱を逃れてきた文化人を歓迎したので大内文化、「西の京」として栄え、戦国時代には大内義興、大内義隆が市街を整備し栄華を極めた。義興に庇護され後に京へ戻った室町幕府10代・12代将軍の足利義尹（義稙）、雪舟、フランシスコ・ザビエルなど、この町に縁のある人たちは多い。
天文21年12月9日（1552年12月24日）に山口の宣教師コスメ・デ・トルレスらが、司祭館に日本人信徒を招いてクリスマスの祝を催した。このため、日本のクリスマスの発祥の地は山口である。
大内氏の滅亡後、毛利氏の支配のもとで山口奉行が置かれたため山口は防長二国における政治的中心地となった。関ヶ原の戦いののち、防長二国に減封された毛利輝元が萩に居城（萩城）を構えたため、山口の政治的中心性は一旦消滅することとなった。
江戸時代の間、吉敷毛利家の領地となり萩と三田尻（現在の防府市中心部）を結ぶ萩往還の中継地として栄えた。幕末になると、長州藩は藩庁を萩から山口へ移す（この経緯については山口移鎮の項目を参照）。山口に移された藩庁は山口政事堂と呼ばれ、長州藩における討幕運動の拠点となった。
明治に入ると廃藩置県が実施され、長州（山口）藩庁は山口県庁にそのまま移行した。一時期県庁移転が提起されたこともあったにもかかわらず、実現には至らなかった。山口は山口県成立から現在に至るまで、そのまま県政の中心地であり続けている。
一方、長州藩の藩校である明倫館は藩庁移転の際に私塾山口講堂（後に山口講習堂）を「山口明倫館」と改称（萩明倫館も存置）、旧制山口高などを経て、現在の山口大学へとつながっている。山口大学は1973年に平川へ移転完了したが、旧亀山校地（山口明倫館跡地）にはパークロード（県道203号）を中心に県立図書館・県立博物館・県立美術館が整備されている。
2024年、ニューヨーク・タイムズの『2024年に行くべき52カ所』に選ばれた。

### 合併と分割の変遷
山口市は、下記のように新設合併によって3度設置されている。前身の山口町については当該項目を参照。
- 1889年（明治22年）4月1日 - 町村制施行により、山口四十町[注 2] の区域をもって、吉敷郡山口町が発足する。
- 1905年（明治38年）4月1日 - 吉敷郡山口町及び上宇野令村が合併して、改めて吉敷郡山口町が発足する。
- 1915年（大正4年）7月1日 - 吉敷郡山口町及び下宇野令村が合併して、改めて吉敷郡山口町が発足する。
- 1929年（昭和4年）4月10日 - 吉敷郡山口町及び吉敷村が合併して、山口市が発足する。
- 1941年（昭和16年）4月1日 - 吉敷郡宮野村が山口市に編入する。
- 1944年（昭和19年）4月1日 - 山口市、吉敷郡大歳村、平川村、秋穂二島村、名田島村、陶村、小郡町、嘉川村、阿知須町及び佐山村が合併して、改めて山口市が発足する。
- 1947年（昭和22年）11月23日 - 吉敷郡阿知須町を分立する。
- 1949年（昭和24年）11月1日 - 吉敷郡小郡町を分立する。
- 1956年（昭和31年）11月3日 - 吉敷郡鋳銭司村を編入する。
- 1963年（昭和38年）5月1日 - 吉敷郡大内町を編入する。
- 2005年（平成17年）10月1日 - 山口市、吉敷郡小郡町、秋穂町、阿知須町及び佐波郡徳地町が合併して、改めて山口市が発足する。これにより、佐波郡及び吉敷郡が消滅。
- 2010年（平成22年）1月16日 - 阿武郡阿東町を編入する。

### 合併後の住所表記
2005年10月1日の合併以降の住所表記は以下の通りとなる。
- 旧山口市は従前のとおり（但し、「大字」は冠称しない）。
- 旧5町は「○○郡××町△△」→「山口市××△△」とする（「大字」表記があった場合は削除する）。
- -例-
  - 山口県山口市亀山町 → 山口県山口市亀山町
  - 山口県山口市大字仁保中郷 → 山口県山口市仁保中郷
  - 山口県佐波郡徳地町大字堀1111番地の1 → 山口県山口市徳地堀1111番地1
  - 山口県吉敷郡秋穂町東1111番地の1 → 山口県山口市秋穂東1111番地1
  - 山口県吉敷郡小郡町大字下郷1111番地の1 → 山口県山口市小郡下郷1111番地1
  - 山口県吉敷郡阿知須町1111番地の1 → 山口県山口市阿知須1111番地1
  - 山口県阿武郡阿東町大字徳佐中1111番地の1 → 山口県山口市阿東徳佐中1111番地1

### 市外局番
市外局番は、083。MAが複数あるため、旧徳地（0835区域）・阿知須（0836区域）両町域を除き、2013年12月1日から統一されている。
旧山口市域は、おもに083-9xxが使われている。

## 行政

### 市長
- 伊藤和貴（いとう かずき）

| 代                              | 氏名                            | 就任日                          | 退任日                          | 備考                            |
| 官選山口市長（1929年 - 1944年） | 官選山口市長（1929年 - 1944年） | 官選山口市長（1929年 - 1944年） | 官選山口市長（1929年 - 1944年） | 官選山口市長（1929年 - 1944年） |
| ------------------------------- | ------------------------------- | ------------------------------- | ------------------------------- | ------------------------------- |
| 1                               | 八木宗十郎                      | 1929年（昭和4年）5月10日        | 1929年（昭和4年）12月5日        |                                 |
| 2                               | 白銀市太郎                      | 1930年（昭和5年）1月31日        | 1932年（昭和7年）2月1日         |                                 |
| 3                               | 石崎哲二                        | 1932年（昭和7年）4月8日         | 1933年（昭和8年）6月26日        | 死去                            |
| 4                               | 中野治介                        | 1933年（昭和8年）8月5日         | 1935年（昭和10年）2月5日        |                                 |
| 5                               | 高橋忠治                        | 1935年（昭和10年）5月25日       | 1944年（昭和19年）3月31日       | 新設合併により罷免              |
| 官選山口市長（1944年 - 2005年） |                                 |                                 |                                 |                                 |
| 1                               | 高安彦                          | 1944年（昭和19年）6月4日        | 1945年（昭和20年）10月12日      |                                 |
| 2                               | 井上武男                        | 1945年（昭和20年）11月24日      | 1947年（昭和22年）1月4日        |                                 |
| 公選山口市長（1944年 - 2005年） |                                 |                                 |                                 |                                 |
| 3                               | 山下太郎                        | 1947年（昭和22年）4月5日        | 1953年（昭和28年）10月22日      |                                 |
| 4                               | 長井秋穂                        | 1953年（昭和28年）11月20日      | 1959年（昭和34年）6月16日       |                                 |
| 5                               | 兼行恵雄                        | 1959年（昭和34年）7月15日       | 1975年（昭和50年）7月11日       |                                 |
| 6                               | 堀泰夫                          | 1975年（昭和50年）7月12日       | 1987年（昭和62年）3月31日       |                                 |
| 7                               | 小林兼年                        | 1987年（昭和62年）4月26日       | 1990年（平成2年）3月27日        | 死去                            |
| 8                               | 佐内正治                        | 1990年（平成2年）5月13日        | 2002年（平成14年）5月12日       |                                 |
| 9                               | 合志栄一                        | 2002年（平成14年）5月13日       | 2005年（平成17年）9月30日       |                                 |
| 山口市長（2005年 - ）           |                                 |                                 |                                 |                                 |
| 1                               | 渡辺純忠                        | 2005年（平成17年）11月13日      | 2021年（令和3年）11月12日       |                                 |
| 2                               | 伊藤和貴                        | 2021年（令和3年）11月13日       | 現職                            |                                 |

### 財産区
宮野地区（旧宮野村）には、財産区である「宮野財産区」がある。これは旧山口市が旧宮野村と合併する際、旧宮野村有林の伐採益を宮野地区に限定して使うことを法制上確約したものである。実際に旧村有林の伐採益は山口市立宮野小学校の補修など宮野地区のために限定して使われている。財産区は特別地方公共団体の一種であり、地方自治法で定める議会が設置され、議員は公職選挙法に従って選挙されている。（ただし無投票が続いている。）

### 市庁舎

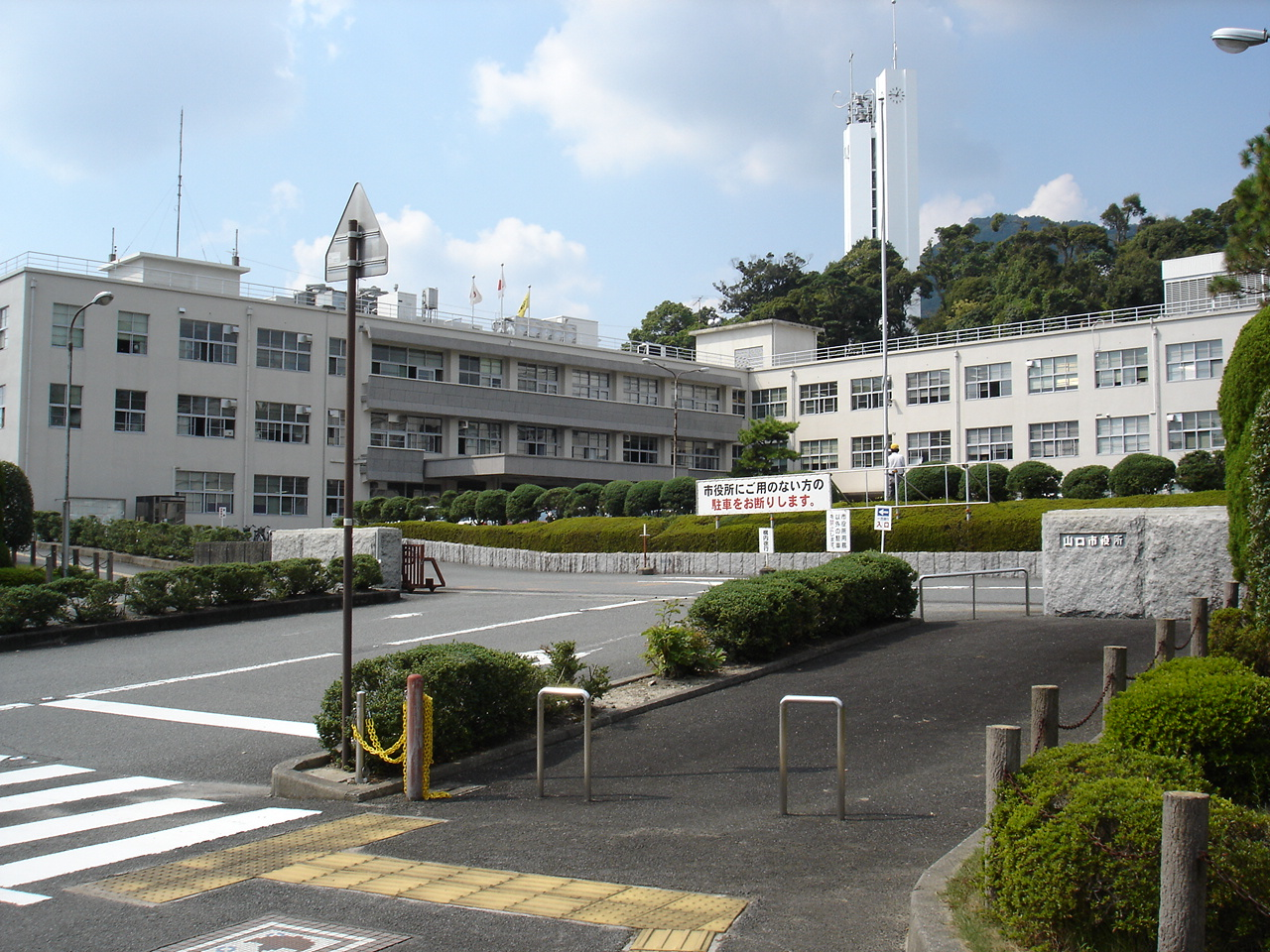
旧山口市役所（2007年）

山口市役所の現庁舎は2025年（令和7年）5月7日に開庁した地上6階、地下1階建ての庁舎である。
旧庁舎は昭和30年代に建設された旧棟など複数の建物で構成されていたが老朽化が問題になっていた。
本庁である山口市役所の他、2005年の新設合併前の市町村域を単位として「総合支所」が設けられている（山口市役所本所内にも「山口総合支所」が設けられている。）。また、公民館である「地域交流センター」の大半に行政窓口（市役所出張所相当）を設けている。

### 公的機関

#### 市の機関
- 山口市消防本部
  - 中央消防署、南消防署、阿東消防署

#### 県の機関
- 山口県警察本部
  - 山口警察署：旧山口市北部地区、旧徳地・阿東町域
  - 山口南警察署：旧山口市南部地区、旧小郡・秋穂・阿知須町域
  - 山口県警察学校
  - 山口県総合交通センター-運転免許試験場

#### 国の機関
- 警察庁中国四国管区警察局山口県情報通信部
- 総務省中国四国管区行政評価局山口行政監視行政相談センター
- 法務省
  - 山口地方法務局
  - 山口刑務所
  - 山口少年鑑別所
  - 山口保護観察所
  - 山口地方検察庁 山口区検察庁、防府区検察庁
- 財務省
  - 中国財務局山口財務事務所
  - 広島国税局山口税務署
  - 中国四国厚生局山口事務所
- 厚生労働省
  - 山口労働局
    - 山口労働基準監督署
    - 山口公共職業安定所
- 農林水産省
  - 中国四国農政局山口県拠点
  - 近畿中国森林管理局山口森林管理事務所
- 国土交通省
  - 中国運輸局山口運輸支局
- 防衛省
  - 自衛隊山口地方協力本部
  - 山口駐屯地- 第17普通科連隊が駐屯。

## 文化施設
- ホール
  - 山口市民会館
  - クリエイティブ・スペース赤れんが
- 美術館・博物館

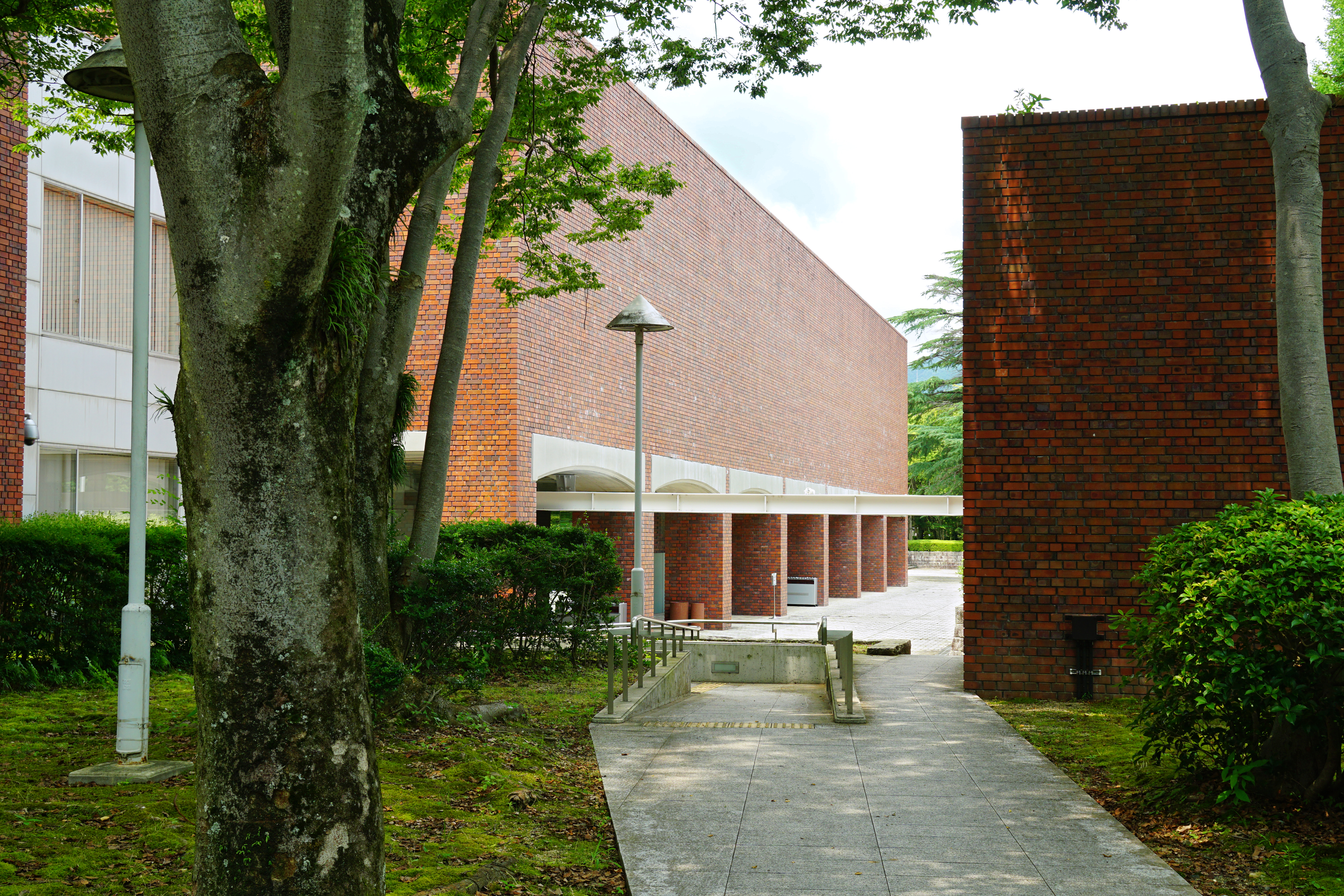
山口県立美術館

  - 山口情報芸術センター（ビッグウェーブやまぐち）
  - 山口県立山口博物館
  - 山口県立美術館
  - 山口県政資料館（国の重要文化財）
  - おおすみ歴史美術館
- 図書館
  - 山口県立図書館
  - 山口市立図書館 - 秋穂、阿知須、阿東、小郡、中央、徳地の6館体制。
- 研修施設
  - 山口県セミナーパーク

## 議会

### 市議会
- 定数：34人
- 任期：4年（2022年5月1日 - 2026年4月30日）

### 山口県議会
2023年山口県議会議員選挙
- 選挙区：山口市選挙区
- 定数：6人
- 投票日：2023年4月9日
- 当日有権者数：154,716人
- 投票率：41.64％

| 候補者名   | 当落 | 年齢 | 党派名     | 新旧別 | 得票数   |
| ---------- | ---- | ---- | ---------- | ------ | -------- |
| 吉田充宏   | 当   | 44   | 自由民主党 | 現     | 10,448票 |
| 藤生宰     | 当   | 40   | 無所属     | 現     | 10,203票 |
| 合志栄一   | 当   | 73   | 無所属     | 現     | 7,921票  |
| 曽田聡     | 当   | 60   | 公明党     | 現     | 7,737票  |
| 河合喜代   | 当   | 62   | 日本共産党 | 元     | 7,406票  |
| 小田村克彦 | 当   | 63   | 無所属     | 現     | 7,000票  |
| 俵田祐児   | 落   | 51   | 自由民主党 | 現     | 6,746票  |
| 重見秀和   | 落   | 52   | 自由民主党 | 新     | 6,174票  |

### 衆議院
山口県第1区
- 選挙区：山口1区（山口市（山口・小郡・秋穂・阿知須・徳地の各総合支所管内）、防府市、周南市の一部）
- 任期：2021年10月31日 - 2025年10月30日
- 当日有権者数：356,209人
- 投票率：48.50％

| 当落 | 候補者名 | 年齢 | 所属党派   | 新旧別 | 得票数    | 重複 |
| ---- | -------- | ---- | ---------- | ------ | --------- | ---- |
| 当   | 高村正大 | 50   | 自由民主党 | 前     | 118,882票 | ○    |
|      | 大内一也 | 48   | 立憲民主党 | 新     | 50,684票  | ○    |

山口県第3区
- 選挙区：山口3区（宇部市、山口市（旧阿東町域）、萩市、美祢市、山陽小野田市、阿武郡）
- 任期：2021年10月31日 - 2025年10月30日
- 当日有権者数：256,039人
- 投票率：50.14％

| 当落 | 候補者名 | 年齢 | 所属党派   | 新旧別 | 得票数   | 重複 |
| ---- | -------- | ---- | ---------- | ------ | -------- | ---- |
| 当   | 林芳正   | 60   | 自由民主党 | 新     | 96,983票 | ○    |
|      | 坂本史子 | 66   | 立憲民主党 | 新     | 29,073票 | ○    |

## 司法
- 山口地方裁判所 本庁

（管轄地：山口市（旧山口市，旧吉敷郡秋穂町，小郡町，阿知須町，旧阿武郡阿東町）・美祢市（旧美祢郡美東町，秋芳町））
- 山口家庭裁判所 本庁

（管轄地：山口市（旧山口市・旧吉敷郡秋穂町，小郡町，阿知須町・旧阿武郡阿東町）・美祢市（旧美祢郡美東町，秋芳町））
- 山口簡易裁判所 本庁

（管轄地：山口市（旧山口市・旧吉敷郡秋穂町，小郡町，阿知須町・旧阿武郡阿東町）・美祢市（旧美祢郡美東町，秋芳町））

## 産業

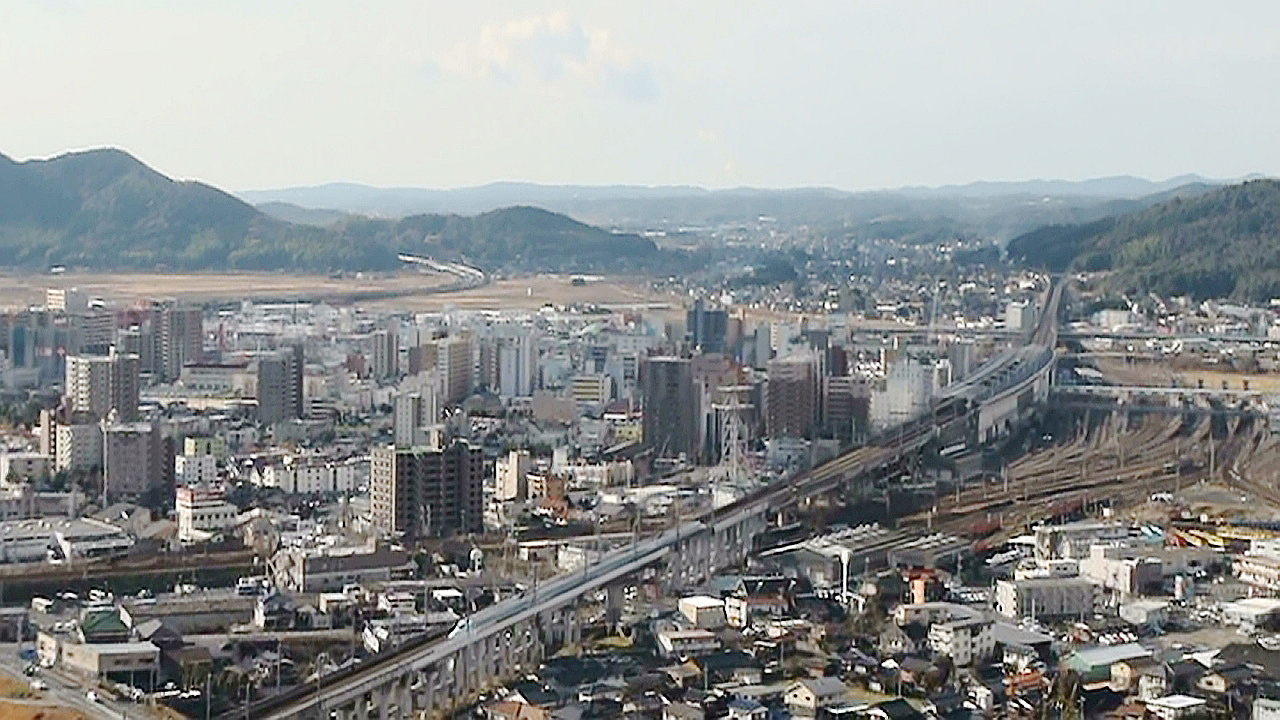
新山口駅南側の市街地

山口市は県庁所在地ではあるものの、その他の主たる産業は公共施設や公共事業などを除くと、後述する観光業と流通業程度で日本では数少ない行政都市に特化した印象が強い。
小郡地区（旧小郡町）は、道路網や鉄道網が新山口駅を中心として四方へ広がっており、県央地域の交通拠点となっている。このため、同地区では小郡町時代から全国企業の山口県統括担当となる支店や営業所などが多く設置されており、商業、特に流通業に特徴がある。商業地の標準地公示地価も市内の他の標準地に比べて小郡高砂町（旧小郡町、JR新山口駅南側）が突出して高い。また、宇部市を中心とした宇部都市圏を主な商圏とする阿知須地区（旧阿知須町）が市内にあることもあり、山口市の年間商品販売額は山口県内第1位である（2006年度）。アパレル大手のファーストリテイリングは登記上本社を市南部の佐山地区に置いている。
瀬戸内海に面した地域に秋穂漁港、相原漁港、阿知須漁港、山口漁港の4つの漁港が存在し、椹野川では内水面漁業による鮎の養殖などが行われている。
山口駅周辺に山口市中心商店街が広がり、歓楽街である湯田温泉には宿泊施設が複数立地している。山口駅周辺の商店街内には百貨店の山口井筒屋（旧ちまきや）が存在することもあり、一定の集客力を持つが、商店街でもう一つの核となっていたダイエー山口店が閉店（現在は跡地に生活協同組合コープやまぐちが出店）したほか、市内の郊外や同一商圏内の近隣都市に広い駐車場を備えた大型ショッピングセンター（大内地区のゆめタウン山口やザ・ビッグ大内店、平川地区のフジグラン山口やハイパーモールメルクス山口、小郡地区のイオンタウン小郡、防府市のイオン防府店など）が林立したこともあり、最盛期に比べ衰退傾向にある。
一方、市内の阿知須地区にも旧阿知須町時代に地元商業者が中心となって開業させた大型ショッピングセンター「サンパークあじす」があるが、先述の通り同地区は隣接する宇部市を中心とした宇部都市圏および小郡地区が主な商圏であるため、中心部の商業への影響は少ない。
観光業は山口市の主要産業のひとつであり、2011年度に市内を訪れた観光客数は下関市に次ぐ4,284,090人である。市内の主な観光地については、後述の「観光」節を参照。

### 金融機関
山口市は都道府県庁所在地で唯一銀行の本店が存在せず、都市銀行の支店もみずほ銀行山口支店が存在するのみであり、日本銀行の支店も下関市に置かれている。かつての第百十国立銀行（山口銀行の前身の一つ）は山口市にて設立されたものの、普通銀行転換前に下関市に移転している。信用金庫は萩山口信用金庫が本店を置くほか、西中国信用金庫（本店・下関市）は前身の吉南信用金庫が旧小郡町に本店を置いていた関係で店舗が複数存在する。
山口市内に本支店などを設置している主な金融機関は以下の通り。
- みずほ銀行 - 山口支店
- 山口銀行 - 小郡支店、大正町出張所、秋穂支店、阿知須支店、嘉川支店、山口支店、県庁内支店、米屋町出張所、西門前出張所、湯田支店、徳佐支店、堀支店、吉敷支店、大内支店
- 西京銀行 - 山口支店、小郡支店、県庁支店、湯田支店、ゆめタウン山口出張所、阿知須出張所
- 萩山口信用金庫 - 本店、竪小路支店、湯田支店、中市支店、大歳支店、大内支店、平川支店、宮野支店、吉敷支店、御堀支店、小郡支店
- 西中国信用金庫 - 小郡支店、阿知須支店、嘉川支店、秋穂支店、上郷支店、山口支店、山口大学前支店、ひめ山支店、徳佐支店
- 信用組合広島商銀 - 山口支店
- 中国労働金庫 - 山口支店
- 山口県信用農業協同組合連合会 - 本所、県庁内支所
- 山口県農業協同組合 - 本所（合併時に新設）、出雲支所、島地支所、八坂支所（以上旧防府とくぢ農業協同組合）、
小鯖支所、大内支所、宮野支所、山口支所、吉敷支所、大歳支所、平川支所、陶支所、鋳銭司支所
名田島支所、二島支所、嘉川支所、佐山支所、秋穂支所、秋穂大海支所、仁保支所、阿東支所、阿東生雲支所、阿東嘉年支所、阿東篠生支所、阿東地福支所、小郡支所、小郡上郷支所、山口統括本部支所（以上旧山口中央農業協同組合）、阿知須支店（旧山口宇部農業協同組合）

### 郵便局
- 山口郵便局（地域区分局）

- 山口中央郵便局
- 山口湯田郵便局
- 山口中讃井郵便局
- 山口中市郵便局
- 山口吉敷郵便局
- 山口宮野郵便局
- 山口平川郵便局
- 山口後河原郵便局
- 山口桜畠郵便局
- 山口県庁内郵便局
- 山口神田郵便局
- 山口金古曽郵便局
- 仁保郵便局
- 小鯖郵便局
- 名田島郵便局
- 嘉川郵便局
- 大内郵便局
- 佐山郵便局
- 御堀郵便局
- 深溝郵便局

- 小郡郵便局
- 小郡新町郵便局
- 小郡大正町郵便局
- 小郡黄金町郵便局
- 八坂郵便局
- 堀郵便局
- 島地郵便局
- 大原郵便局
- 串郵便局
- 大歳郵便局
- 二島郵便局
- 秋穂郵便局
- 大海郵便局
- 鋳銭司郵便局
- 阿知須郵便局
- 徳佐郵便局
- 嘉年郵便局
- 地福郵便局
- 篠生郵便局
- 生雲郵便局

- 山口大学内簡易郵便局
- 山口流通センター簡易郵便局
- 山口陶簡易郵便局
- 河内神簡易郵便局
- 引谷簡易郵便局
- 船路簡易郵便局
- 三谷簡易郵便局

## 自治体交流

### 姉妹都市
- パンプローナ市（Pamplona）（スペイン・ナバーラ州） - 1980年2月19日締結
- 済南市（Jinan）（中国・山東省） - 1985年9月20日締結
- 公州市（공주 Gongju コンジュ）（韓国・忠清南道） - 1993年2月23日締結
- 鄒平県（Zouping）（中国・山東省浜州市） - 1995年5月13日締結[注 4]
- 昌原市 (창원 Changwon チャンウォン) (韓国・慶尚南道) - 2009年11月16日締結

### 協定関係
災害時における相互応援に関する協定
- 福島市 - 2013年2月7日締結

### グループ
- 雪舟サミット
- 東大寺サミット
- 全国京都会議

## メディア
県域放送局については、周南市に本社を置く山口放送以外の各社が山口市に放送局を置く。また山口市に本拠地を置く県域新聞社は存在しない（山口新聞を発行するみなと山口合同新聞社は福岡県と接する下関市に本社がある）。
ケーブルテレビ局の山口ケーブルビジョンでは福岡県域局のテレビ西日本（フジ系）・TVQ九州放送（テレ東系）による区域外再放送がそれぞれ行われており、加入率は70%を越えている。

### 放送局
県域放送局
- NHK山口放送局
- テレビ山口（tys・JNN系テレビ局）
- 山口朝日放送（yab・ANN系テレビ局）
- エフエム山口（FMY・JFN系FMラジオ局）
- 山口放送山口支社（KRY・NNN系テレビ局、JRN・NRN系ラジオ局、本社は周南市）

通信
- 山口ケーブルビジョン（ケーブルテレビ局）

### 新聞社・通信社
新聞社
- 山口新聞（みなと山口合同新聞社）山口支社
- 読売新聞山口総局
- 朝日新聞山口総局
- 毎日新聞山口支局
- 日本経済新聞山口支局
- 中国新聞防長本社
- 長周新聞山口支局

通信社
- 共同通信社山口支局
- 時事通信社山口支局

情報紙
- サンデー山口（地域情報紙）

## 教育

### 大学・短期大学
国公立
- 山口大学
- 山口県立大学（旧・山口女子大学）

私立
- 山口学芸大学
- 山口芸術短期大学

### 高等学校
公立
- 山口県立山口高等学校
  - 徳佐分校

- 山口県立山口中央高等学校
- 山口県立西京高等学校
- 山口県立山口農業高等学校
- 山口県立防府高等学校佐波分校
- 山口県立山口松風館高等学校（2022年4月に新山口駅北地区に開校予定。午前、午後、夜間の3部制定時制高校。）

私立
- 中村女子高等学校
- 野田学園高等学校
- 山口県鴻城高等学校

### 中学校
国立
- 山口大学教育学部附属山口中学校

市立
- 仁保中学校（にほ）
- 大内中学校（おおうち）
  - 氷上分校（ひかみ）

- 宮野中学校（みやの）
- 大殿中学校（おおどの）
- 白石中学校（しらいし）
- 湯田中学校（ゆだ）
- 鴻南中学校（こうなん）
- 平川中学校（ひらかわ）

- 潟上中学校（かたがみ）
- 二島中学校（ふたじま）
- 川西中学校（かわにし）
- 小郡中学校（おごおり）
- 秋穂中学校（あいお）
- 阿知須中学校（あじす）
- 徳地中学校（とくぢ）
- 阿東中学校（あとう）
- 阿東東中学校（あとうひがし）

私立
- 野田学園中学校

### 小学校
右肩に*の付く学校は、制服または標準服の指定校。
国立
- 山口大学教育学部附属山口小学校*

市立
- 仁保小学校*（にほ）
- 小鯖小学校*（おさば）
- 大内小学校*（おおうち）
  - 氷上分室（ひかみ）

- 大内南小学校（おおうちみなみ）
- 宮野小学校*（みやの）
- 大殿小学校（おおどの）
- 白石小学校（しらいし）
- 湯田小学校*（ゆだ）
- 良城小学校*（りょうじょう）
- 平川小学校*（ひらかわ）
- 大歳小学校*（おおとし）

- 陶小学校*（すえ）
- 鋳銭司小学校*（すぜんじ）
- 名田島小学校*（なたじま）
- 二島小学校*（ふたじま）
- 嘉川小学校*（かがわ）
- 興進小学校*（こうしん）
- 佐山小学校*（さやま）
- 上郷小学校*（かみごう）
- 小郡小学校*（おごおり）
- 小郡南小学校*（おごおりみなみ）
- 秋穂小学校*（あいお）

- 大海小学校*（おおみ）
- 阿知須小学校*（あじす）
- 井関小学校*（いせき）
- 中央小学校*（ちゅうおう）
- 島地小学校*（しまじ）
- 八坂小学校（やさか）
- 柚野木小学校*（ゆのき）
- 生雲小学校*（いくも）
- さくら小学校*
- 徳佐小学校（とくさ）
- 嘉年小学校*（かね）

### 幼稚園・保育園
国立
- 山口大学教育学部附属幼稚園

市立
- 仁保幼稚園
- 小鯖幼稚園
- 大内幼稚園
- 宮野幼稚園
- 吉敷幼稚園
- 平川幼稚園
- 鋳銭司幼稚園
- 名田島幼稚園
- 二島幼稚園
- 秋穂幼稚園
- 山口保育園
- 東山保育園
- 大内保育園
- 陶保育園
- 楠木保育園
- 三の宮保育園
- 山口第二保育園
- 小郡上郷保育園
- 小郡乳児保育園
- 小郡保育園
- 黒潟保育園
- あじす保育園
- 堀保育園
- 八坂保育園
- 地福保育園
- 篠生保育園
- 生雲保育園
- 徳佐保育園

私立
- 旭幼稚園
- 亀山幼稚園
- 西園寺幼稚園
- 菅内幼稚園
- 野田学園幼稚園
- 明星幼稚園
- 山口天使幼稚園
- 山口中央幼稚園
- 湯田幼稚園
- 阿知須幼稚園
- 小郡幼稚園
- 山口県鴻城高等学校附属幼稚園
- おおとり保育園
- 大内光輪保育園
- 嘉川保育園
- さやま保育園
- はあもにい保育園
- ひかり園
- 第二ひかり園
- 三つ葉保育園
- たんぽぽ保育園
- 秋穂保育園
- 大海保育園
- 島地保育園
- 花尾保育園

### 特別支援学校
国立
- 山口大学教育学部附属特別支援学校

公立
- 山口県立山口南総合支援学校
- 山口県立山口総合支援学校
  - みほり分校

### 専修学校・各種学校
私立
- 山口コア学園
  - 山口コアカレッジ
  - 山口コ・メディカル学園

- YIC公務員専門学校（旧：山口情報ビジネス専門学校新山口校） - YICグループの系列校
- 山口調理師専門学校

### 児童自立支援施設
公立
- 山口県立育成学校

## 交通

### 鉄道
市内を通る鉄道路線は以下の通りである。このうち山口線は、山口県内において山口市のほかに旧小郡町および阿東町を経由していたが、両町は2005年10月1日に山口市と合併し、新市制のもとでは新幹線駅である新山口駅をはじめ、同線の県内区間が山口市内となった。
西日本旅客鉄道（JR西日本）
- ■山陽新幹線：新山口駅
- ■山陽本線：四辻駅 - 新山口駅 - 嘉川駅 - 本由良駅
- ■山口線：新山口駅 - 周防下郷駅 - 上郷駅 - 仁保津駅 - 大歳駅 - 矢原駅 - 湯田温泉駅 - 山口駅 - 上山口駅 - 宮野駅 - 仁保駅 - 篠目駅 - 長門峡駅 - 渡川駅 - 三谷駅 - 名草駅 - 地福駅 - 鍋倉駅 - 徳佐駅 - 船平山駅
- ■宇部線：新山口駅 - 上嘉川駅 - 深溝駅 - 周防佐山駅 - 岩倉駅 - 阿知須駅

山口市役所・山口県庁などが立地する当市の中心市街地の最寄り駅は山口線の山口駅であり、時刻表においても当市の中心駅として表記されている。一方、市内で最も乗降客数の多い駅は、山陽新幹線をはじめとする市内の全鉄道路線が乗り入れる新山口駅であり、当市は同駅周辺を産業交流拠点と位置づけ整備を進めている。新山口駅はかつて「小郡駅」と称し、山口市外の旧小郡町に立地していたが、両市町の合併を控えた2003年10月1日に新山口駅へと改称され、2005年10月1日の合併により山口市内の駅となった。

#### 山陽本線と山口市の関係
山陽本線が山口市街地ではなく旧小郡町を経由することになった経緯について、山口市内で発行される郷土誌では「三田尻（後の防府市内）から山口を経由して小郡に向かう計画を地元が反対し断念させた」などと主張するものもあるが、同線にあたる路線を建設した山陽鉄道は当初から三田尻と小郡（後の新山口）を直接結ぶ、山口を経由しないルートを希望しており、他の経由地も含めたルートの候補を示す公文書にも「三田尻から山口を経由」するルートは掲載されていない。
一方で、同公文書には山陽鉄道が希望した「山口を経由しない」海岸線ルートとは別に、「三田尻を経由せず山口を通る」山間部のルートも掲載されている。この山間部ルートは、海岸線ルートを軍事上の理由から危険視した参謀本部が求めた内容で、五日市付近より山間部へ進み、須万（後の周南市須万）または津和野を経て山口に至る、徳山（後の周南市中心部）や三田尻を通らない経路を求めていた。また山口以西の区間についても、海岸ルートの小郡駅と異なり仁保津付近に「小郡駅」を設け、真名・伊佐（後の美祢市）などを経由して赤間関（後の下関）へ向かうことを要請していた。
複数のルートが示された背景として、山陽鉄道が1888年（明治21年）1月に受けた神戸 - 赤間関（後の下関）間の鉄道建設免許について、1892年（明治25年）7月時点で広島以西のルートが未決定だったことがある。山陽鉄道は当初から、工事の難易度や経済効果などから「山口を経由しない」海岸線ルートを求め、参謀本部は先述の通り「三田尻を経由せず山口を経由する」山間部ルートを主張、この両者の案が1893年（明治26年）9月の閣議資料に掲載されることになった。
閣議では両ルートの最終判断のため更に精密な測量を行なった結果が示され、参謀本部が求める山間部ルートは技術的問題、経済的問題を解決できないこと、軍事的に危険な赤間関付近の一部を山間部に変更する以外は、山陽鉄道が当初求めた「山口を経由しない」海岸線ルートに敷設を許可することが承認された。以上の経緯をもって、1901年（明治34年）5月に三田尻 - 小郡間を含む赤間関までの全区間が開通した。

### 空港
山口市の中心市街地から最寄りの空港は山口宇部空港であり、新山口駅から連絡バスが運行されている。かつては山口駅を発着し湯田温泉を経由する便も運行されていたが、2018年11月25日をもって廃止された。
山口市北部の阿東地区（旧阿東町）は山口宇部空港と萩・石見空港の中間地点に位置することから、地元の観光協会であるNPOあとう（あとう観光協会）は、地区西部の長門峡へは山口宇部空港、旧町中心部の徳佐地区へは萩・石見空港からのアクセスを案内している。

### 路線バス
市内では以下の路線バス、高速路線バスが運行されている。

#### 一般路線バス
防長交通
新山口駅を拠点に秋芳洞・萩市を結ぶ路線と、防府方面を結ぶ路線を運行しているほか、1999年に廃止された山口市交通局（山口市営バス）から路線・車両を譲り受けており、同局が運行していた旧市内各地や旧小郡町域、旧秋穂町域の路線バスを運行している。
このほか、新山口駅 - 東萩駅の特急バス「スーパーはぎ号」を中国ジェイアールバスと共同運行している。
JRバス中国
防長線と秋吉線の2路線がある。防長線は元々防府市から山口市中心部を経て萩市を結ぶ路線で、現在は山口市中心部を起終点として防府方面と萩方面で運行系統が分かれている。
秋吉線は山口駅と美祢市の大田中央・秋芳洞・秋吉を結ぶ。
宇部市交通局
旧阿知須町域を経て新山口駅と宇部市を結ぶ路線、新山口駅と山口宇部空港を結ぶ路線を運行する。
山口市コミュニティバス
山口市が運行するコミュニティバス。防長交通に運行を委託している。

#### 高速バス
太字は山口市内の停車地
| 愛称名                   | 運行会社   | 運行区間                                                                                     | 昼/夜行 |
| ------------------------ | ---------- | -------------------------------------------------------------------------------------------- | ------- |
| 萩エクスプレス号         | 防長交通   | 東京（東京駅・霞ヶ関） - 宮野・西京橋・湯田温泉                                              | 夜行    |
| TenryoLiner              | 天領バス   | 東京（東京駅鍛冶橋駐車場・バスタ新宿） - 新山口駅                                            | 夜行    |
| （愛称名なし）           | 防長交通   | 広島市（広島BC・広域公園前駅ほか） - 玖珂IC - 周南市 - 防府市 - 西京橋・湯田温泉・山口大学前 | 昼行    |
| 福岡・山口ライナー       | 中国JRバス | 福岡市（博多BT・天神） - 新山口駅・湯田温泉通・維新公園前・山口駅                            | 昼行    |
| 福岡・防府・周南ライナー | 防長交通   | 福岡市（博多BT） - 仁保津駅前                                                                | 昼行    |

山口市内を始発・終着とせず、山口市が途中停車の一部である高速バスも含む。
なお、かつては下関市に本社を置くサンデン交通が山口市を経由する下関発着の夜行高速バスや山口市と下関市を結ぶ高速バスを運行していたが、夜行高速バス「ふくふく東京号」は2006年11月30日限りで、同「ふくふく大阪号」は2013年6月30日限りで、下関 - 山口線は2014年9月30日限りで廃止されたため、現在は山口市内発着の高速バスは運行していない。

### タクシー
| - 大隅タクシー - 山野タクシー - 山口交通 - 日本交通山口営業所（日本交通産業グループ） - 中司（なかつか）タクシー - 湯田都（ゆだみやこ）タクシー - 湯田タクシー - フラワータクシー | - 新山口タクシー - 嘉川タクシー - 阿知須中央交通 - 三谷タクシー - 地福タクシー - 徳佐タクシー - いさむや第一交通（山口第一交通グループ） |

### 道路
高速道路・自動車専用道路
- 中国自動車道：徳地IC - 荷卸峠PA - 山口IC - 湯田温泉PA/SIC - 山口JCT - 小郡IC
- 山陽自動車道：山口南IC - 山口JCT
- 山口宇部道路：朝田IC - 流通センターIC - 長谷IC - 嘉川IC - 由良IC - 阿知須IC

嘉川IC - 阿知須IC間は、2012年（平成24年）3月28日より無料開放された。
一般国道
- 国道2号
  - 小郡道路：山口南IC - 陶IC - 名田島IC - 小郡IC - 大原IC - 岡屋IC- 原条IC - 嘉川IC

- 国道9号
  - 山口バイパス

- 国道190号
- 国道262号
- 国道315号
- 国道376号
- 国道435号
- 国道489号

## スポーツ

### スポーツチーム
- レノファ山口FC（Jリーグ）- クラブオフィスとメインスタジアムが市内に所在。全県をホームタウンとしており、主たる練習場は山陽小野田市。

### スポーツ施設
- 維新百年記念公園
  - 維新みらいふスタジアム - Jリーグ・レノファ山口FCのホームスタジアムの1つ。
- 山口きらら博記念公園
  - 山口きらら博記念公園多目的ドーム
- 山口市スポーツの森
  - 山口マツダ西京きずなスタジアム
- やまぐちサッカー交流広場
- 宇部72カントリークラブ

## 観光

### 市内にある名所・旧跡
中心市街地周辺（一の坂川沿い・湯田）

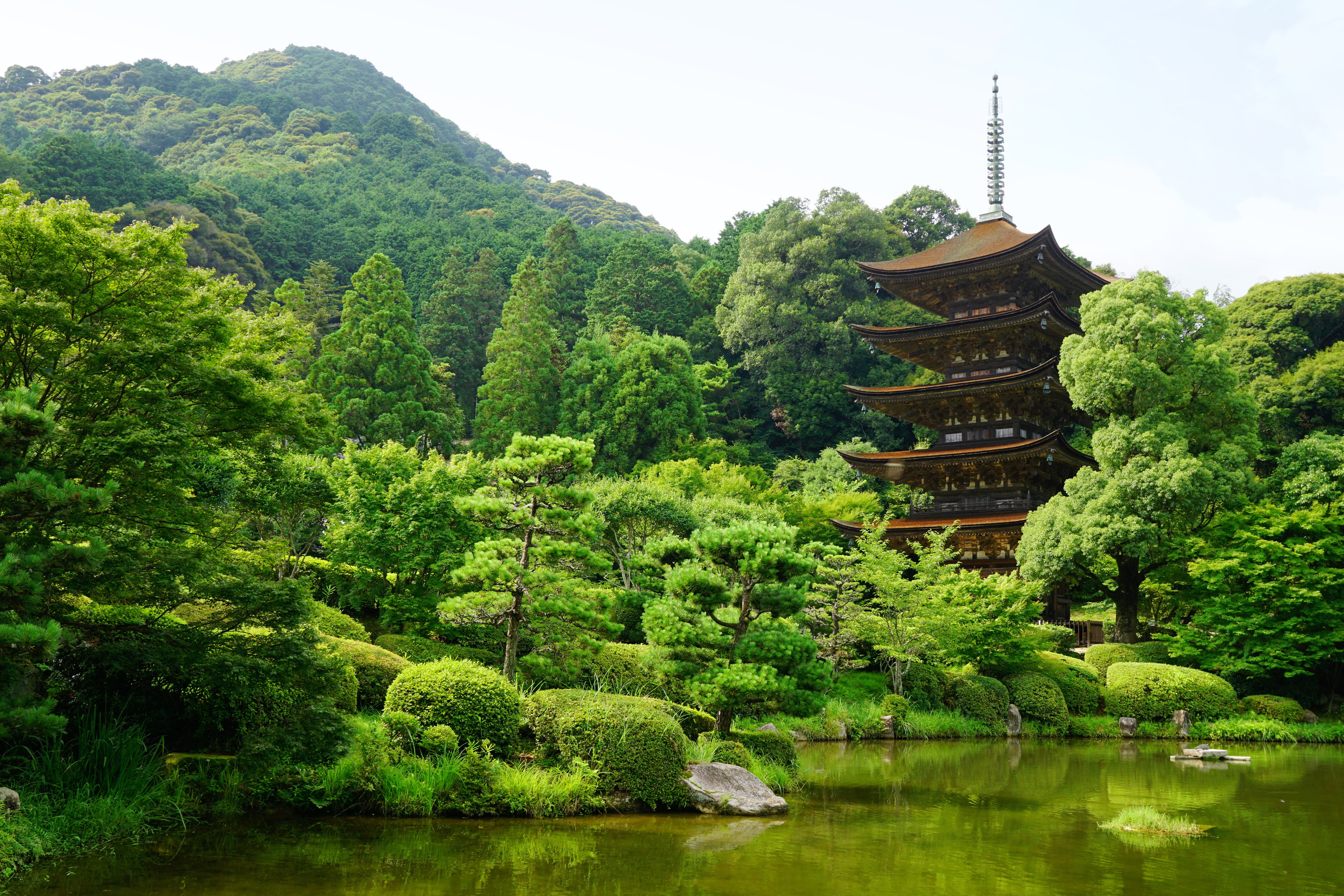
瑠璃光寺

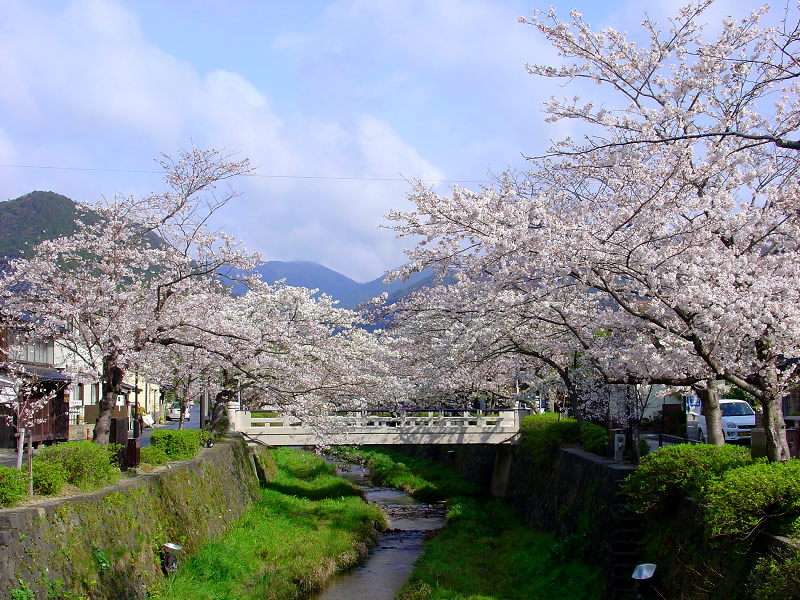
一の坂川桜並木

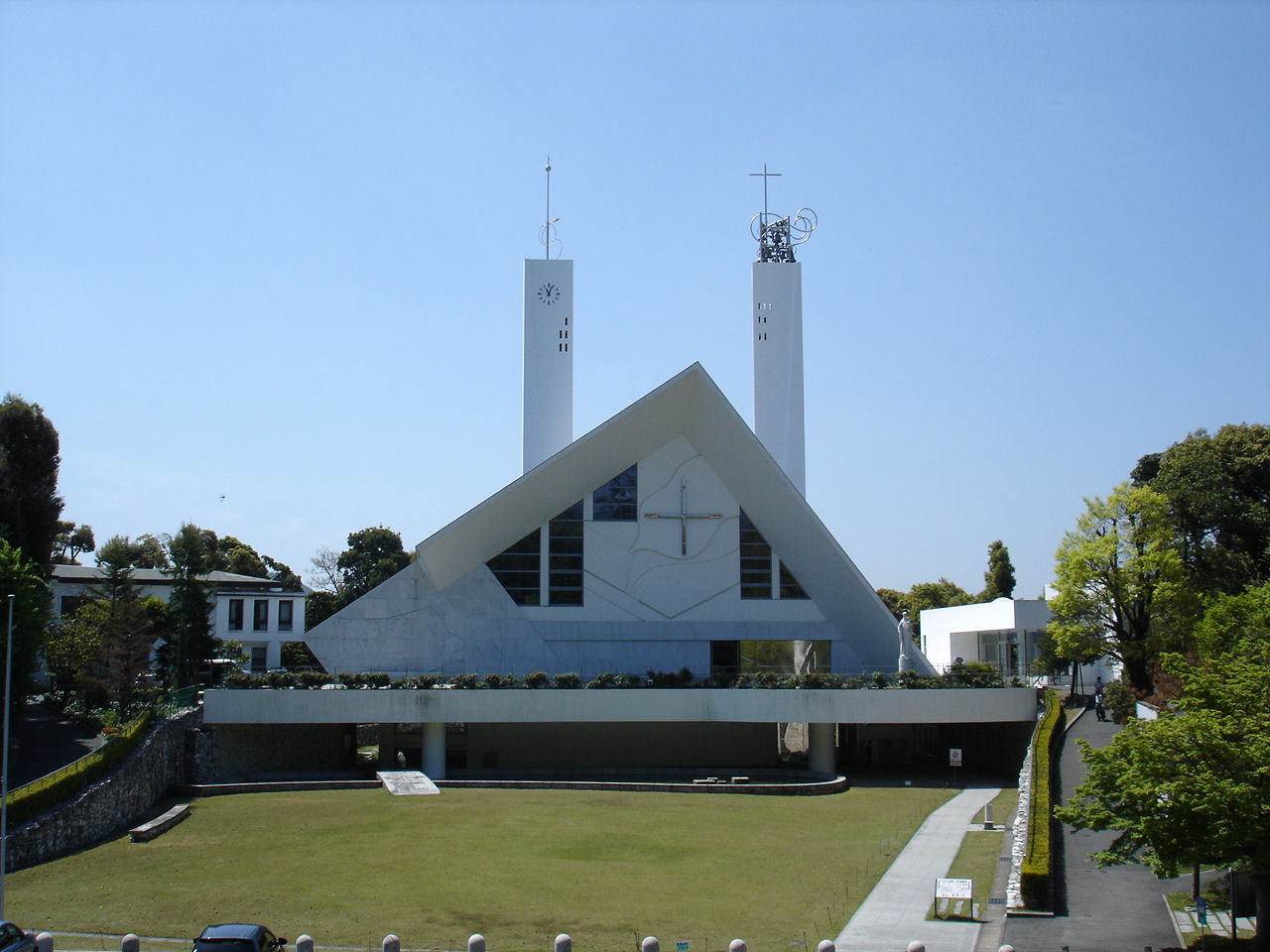
山口サビエル記念聖堂

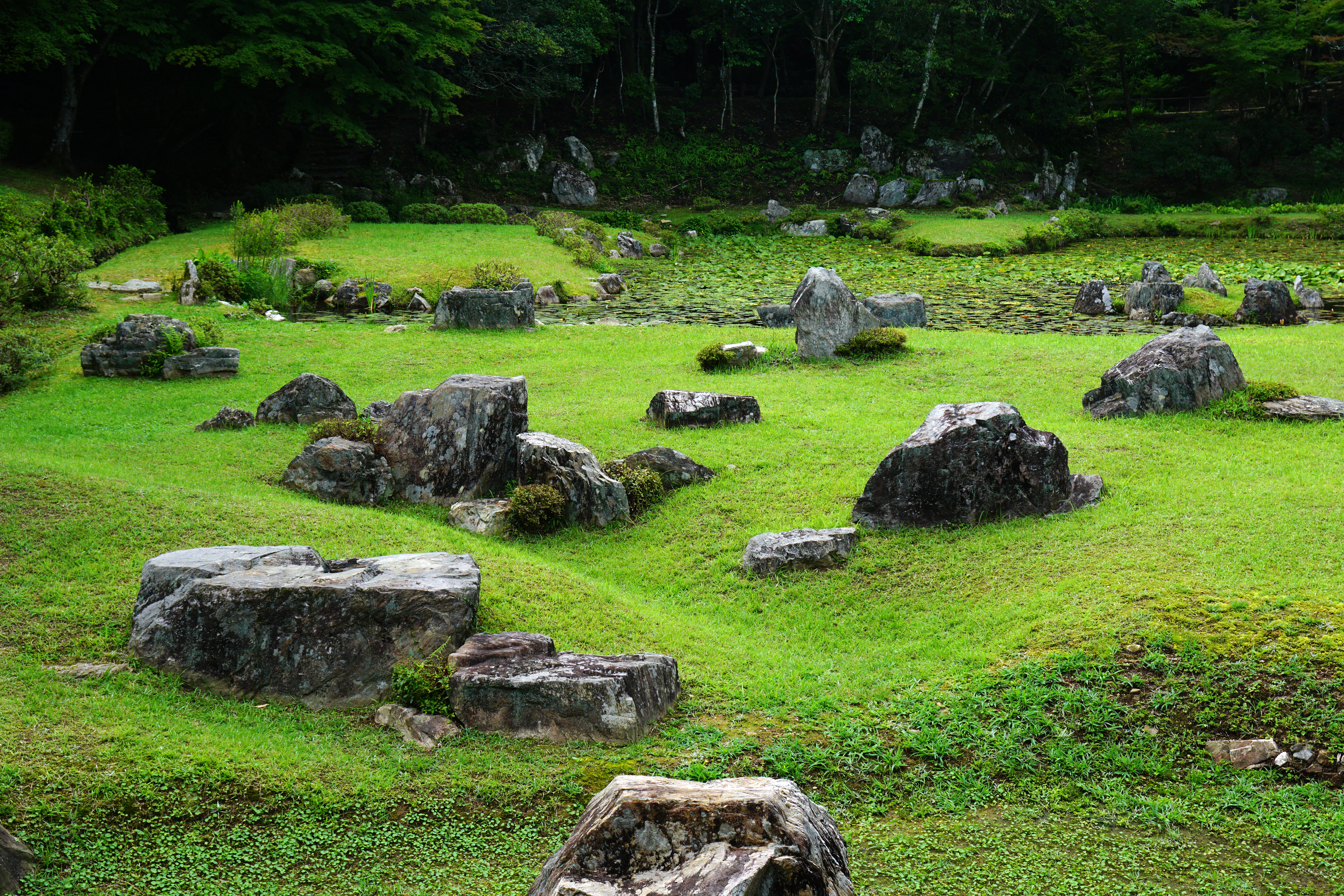
常栄寺雪舟庭

- 保寧山瑠璃光寺 - 室町時代に大内義弘が建立。五重塔は国宝。
- 淸涼山月輪寺
- 香山常栄寺 – 庭園「雪舟庭」は国の名勝・史跡
- 正宗山洞春寺・のむら美術館
- 瑞雲山龍福寺 – 釈迦堂（本堂）は国の重要文化財、庭園は県指定名勝
- 古熊神社
- 山口大神宮
- 豊栄神社・野田神社 – 別格官幣社
- 仁壁神社
- 木戸神社
- 山口サビエル記念聖堂
- SLやまぐち号
- 湯田温泉
- 中原中也記念館
- 山口市民会館
- おおすみ歴史美術館
- 鴻ノ峰
- 一の坂川（後河原）
- 竪小路
- 山口市菜香亭
- 今八幡宮
- 八坂神社

旧市周辺部
- 象頭山
- 姫山
- 豆子郎本店 （外郎販売）
- 鳴滝
- 鳴滝温泉
- 佐波山
- 赤田神社
- 土師八幡宮
- 瀧塔山龍蔵寺
- 月光山泰雲寺（闢雲寺） – 下小鯖2358
- 中原中也の墓

南部（陶・鋳銭司・嘉川・佐山・小郡・阿知須・秋穂）
- 陶ヶ岳 （火の山連峰）
- 長沢ガーデン
- 其中庵：俳人種田山頭火が住んだ庵。
- 中郷八幡宮
- 中領八幡宮
- 正八幡宮
- 阿知須温泉
- きらら浜
  - 山口県立きらら浜自然観察公園
  - 道の駅きらら あじす

- 道の駅あいお
- 秋穂八十八箇所

北部（仁保・徳地・阿東）
- 木戸峠
- 大原湖（佐波川ダム）
- 重源の郷
- 長門峡
- 道の駅長門峡
- 道の駅仁保の郷
- 道の駅願成就温泉
- 柚木慈生温泉
- KDDI山口衛星通信センター　その他、スカパーJSATがSUPERBIRDの地上局（山口ネットワーク管制センター）を市中心部に近い荻町に、自治体衛星通信機構が地上局（山口管制局）を市内宮野上にそれぞれ設けている。後者については、全国瞬時警報システムなど最重要ミッションを運用している。
- 十種ヶ峰ウッドパーク（オートキャンプ場・スキー場）、船平山スキー場
- 徳佐しだれざくら（特に、徳佐八幡宮周辺で見られる）
- 船方総合農場（観光牧場）
- 蔵目喜（ぞうめき）梨園
- リンゴ狩り
- 釣り堀（地福近辺）
- 亀山の宝篋印塔（伝・静御前の墓）

### 行事・イベント
- 全日本実業団ハーフマラソン（毎年2月）
- 高倉荒神祭（2月28日）
- コープやまぐち 生協まつり（毎年4月）
- 湯田温泉白狐祭り（4月上旬）
- 青空天国いこいの広場（5月5日）
- 一の坂川 ほたる観賞Week（5月下旬 - 6月上旬の1週間）
- 山口祇園祭（7月20日 - 27日）
- ふしの夏祭り
- 山口七夕ちょうちんまつり（8月6日・7日）
- 陶八雲神社例祭（腰輪踊り）（例祭8月28日）
- えび狩り世界選手権（8月下旬）
- アートふる山口（毎年10月または11月）
- あいお花火祭り・あいお祭り（毎年10月）
- 嘉年土居神楽舞（毎年10月1日 - 2日）
- 山口天神祭（11月23日）
- 日本のクリスマスは山口から（毎年12月）

### 名物・特産品
- 大内人形
- 大内塗
- 外郎（豆子郎・御堀堂・本多屋・数井製菓）
- 舌鼓（銘菓）
- 小郡饅頭
- しっちょる鍋
- かみなり豆腐（仁保地区）
- 山口美術館通り（饅頭菓子）
- SLやまぐち号グッズ
- 昭ちゃんコロッケ
- 山口饅頭（きれん製菓・本多屋）
- 安平麩（旧小郡町）
- 徳地しいたけ
- わさび（旧・徳地町・旧・阿東町）
- はなっこりー（旧・阿東町）
- 阿知須牛、かぼちゃ、あじすの外郎（旧・阿知須町）
- 阿東牛、牛乳、リンゴ、ナシ、アユ、トマト（旧・阿東町）
- 海苔、クルマエビ（山口市南部の漁港で獲れる）
- 蜂蜜（旧・阿東町）
- 米（コシヒカリが多い）（旧・阿東町）

## 著名な出身者
- 鮎川義介 - 実業家、日産自動車の創業者に当たる人物
- 安藤方之 - 鷺流狂言師
- 石川佳純 - 卓球選手
- 泉晶子 - 女優、声優
- 井上馨 - 武士、長州藩士、政治家、実業家
- 上田鳳陽 - 儒学者、国学者。山口大学建学の祖
- 上野英信 - 記録作家
- 大賀真一 - 警察庁刑事局長、警視庁副総監
- 大谷晋二郎 - プロレスラー
- 大野将平 - 世界柔道選手権73キロ級金メダリスト
- 大村益次郎 - 医師、西洋学者、兵学者
- 金森政雄 - 三菱重工業社長、日本経済団体連合会副会長
- 上川大樹 - 世界柔道選手権無差別級金メダリスト
- 兼崎地橙孫 - 俳人、書家、弁護士
- 嘉村礒多 - 私小説家
- 川野太郎 - 俳優
- 菊本侑希 - フットサル選手
- 岸信介 - 政治家、第56・57代内閣総理大臣
- 國重友美 - 書家
- 久保裕也 - プロサッカー選手
- 佐藤和雄 - 元東京都小金井市長、元朝日新聞記者
- 沢山保羅 - 牧師、教育者
- 新村出 - 言語学者、文献学者
- 末永透瑛 - プロサッカー選手
- 田中頼三 - 軍人
- 田中陽子 - 女子サッカー選手
- 高邑勉 - 衆議院議員（民主党・比例中国）
- 寺内正毅 - 第18代内閣総理大臣
- 土井芳輔 - 南満州鉄道京城出張所所長
- 德田聡一朗 - フジテレビアナウンサー
- 徳本恭敏 - 声優
- 徳力基彦 - アジャイルメディア・ネットワーク共同創業者・元社長
- 栃忠秀昭 - 十両力士
- 富永有隣 - 武士、長州藩士、儒学者
- 中原貴之 - プロサッカー選手
- 中原中也 - 詩人
- 成瀬仁蔵 - 教育者、日本女子大学創設者
- 西川一三 - 日本のスパイ
- 濱村秀雄 - 陸上競技選手（ボストンマラソン優勝者）
- 原川力 - プロサッカー選手
- 半田優希 - 元プロサッカー選手
- 日野原重明 - 医師
- 福江俊喜 - 元山口県労働組合総連合議長、元高等学校教員
- 藤井旭 - 写真家
- 藤井克典 - NHKアナウンサー
- 藤本眞克 - 天文学者
- 桝屋敬悟 - 元衆議院議員、元厚生労働副大臣
- 松浦晃一郎 - 国際連合教育科学文化機関事務局長
- 松本龍憲 - プロ野球選手
- 丸山誠治 - 映画監督
- 村田四郎 - 神学者、明治学院長
- モリワキユイ - タレント、アイドル（元Yamakatsu）
- 山尾庸三 - 東京大学工学部の前身となる工学寮を創立
- 山田信夫 - 東洋史学者
- 大和和男 - 陶芸家
- 山本麻里 - 厚生労働省社会・援護局長
- Yuly - タレント、アイドル（元Yamakatsu）
- 吉富簡一 - 元衆議院議員、初代山口県会議長